# Lossarnach
Lossarnach is een fictieve landstreek in J.R.R. Tolkiens werk In de ban van de ring.

## Geografie
Lossarnach is een van de regio's of lenen van Gondor. Het werd in het zuidwesten van Lebennin gescheiden door de rivier de Sirith. De Anduin vormde de grens met Ithilien en de berg Mindolluin markeerde de noordelijke grens met Anórien. De rivier de Erui stroomt door Lossarnach om later uit te monden in de Anduin. Het land stond bekend om de vele bloemen die er bloeiden en was erg vruchtbaar.
Tijdens de Broedertwist werd de beslissende veldslag uitgevochten bij de oversteekplaatsen van de Erui.

## Oorlog om de Ring
Tijdens de Oorlog om de Ring leverde Lossarnach een strijdmacht van 200 mannen voor de verdediging van Minas Tirith. Dit was ver beneden de verwachtingen van de belegerde inwoners, die op minstens 2000 man hadden gerekend. De strijdmacht werd aangevoerd door de heer van Lossarnach, Forlong de Vette. Hij vocht dapper in de Slag van de Velden van Pelennor, maar werd uiteindelijk door de legers van Sauron geveld.

## Inwoners
De inwoners stamden voor het grootste deel niet af van de Dúnedain, maar van de Mensen van de Ered Nimrais. Toen de oostelijke leen Ithilien door Sauron onder de voet werd gelopen gingen de inwoners van de leen in Lossarnach wonen. Ioreth, die werkzaam was als genezer in de Huizen van Genezing in Minas Tirith, kwam oorspronkelijk uit Lossarnach. Ook Morwen, de koningin van koning Thengel van Rohan en moeder van koning Théoden, was afkomstig uit Lossarnach.